# Anthurium fornicifolium
Anthurium fornicifolium är en kallaväxtart som beskrevs av Thomas Bernard Croat. Anthurium fornicifolium ingår i släktet Anthurium och familjen kallaväxter. Inga underarter finns listade.